# Djedeptaiufanque
Djedeptaiufanque (Djedptahiufankh) serviu como o Terceiro ou Quarto Profeta de Amom e foi o marido de Nestanebtishru (que era filha de Pinedjem II e Neskhons), durante o reino do faraó Sisaque I, fundador da XXII Dinastia do Egito. Consequentemente, ele era um dos mais importantes oficiais em Tebas depois do filho do faraó, o Sumo Sacerdote de Amom, Iupute. Morreu por volta da metade do reinado de Sisaque I, de acordo com inscrições encontradas sobre as bandagens de sua múmia e sobre o sarcófago. Foi enterrado na Tumba 320 de Deir Elbari, hoje chamada TT320, que atualmente serve como tumba da família do Sumo Sacerdote da XXI Dinastia Pinedjem. A tumba DB320 foi descoberta no Século XIX e se tornou rapidamente famosa por conter o esconderijo das mais importantes múmias reais do Reino Novo, incluindo os restos mortais de Amenófis I, o Grande Ramessés II, Ramessés III, Ramessés IX, Tutemés I, Tutemés II e Tutemés III. 
No corpo de Djedeptaiufanque foram encontradas três bandagens de múmias separadas, datando dos anos 5, 10 e 11 do reinado de Sisaque I. O sepulcro de Djedeptaiufanque foi encontrado intacto e sua múmia foi desenrolada por Gaston Maspero em 1886. O link da web (em inglês) abaixo mostra uma foto clara desta múmia, com uma pequena explanação. Também menciona algumas jóias, na forma de anéis de ouro, amuletos e uma ureu, entre outros itens, que foram encontrados com o corpo. 